# Apodie
Pour l’article ayant un titre homophone, voir Apodi.
Cet article possède des paronymes, voir Apodus, Apoda, Apodum et Apodo.

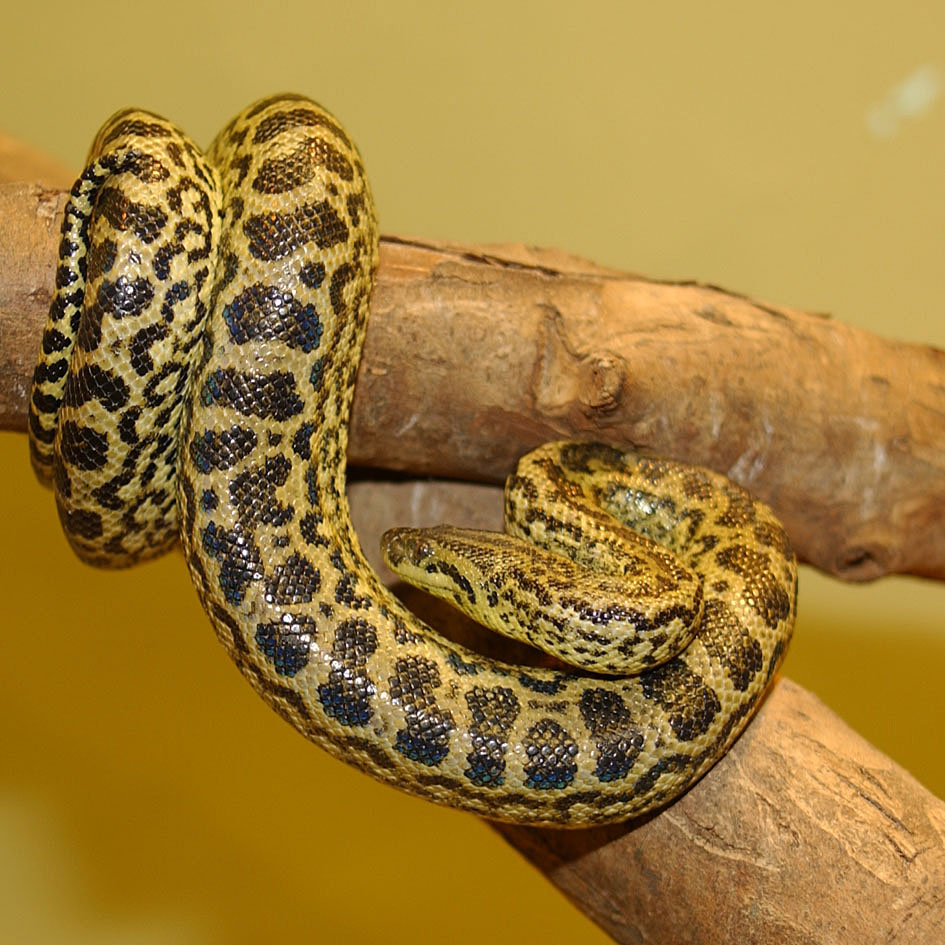
L'anaconda (serpent) est un vertébré apode.

L'apodie signifie littéralement « absence de pieds ». Chez les vertébrés elle caractérise les organismes qui ont perdu leurs pieds ou leurs pattes au cours de l'évolution ou ne les ont jamais développées (elles sont restées sous forme embryonnaire).
La « sortie des eaux » opérée par les vertébrés s'est traduite par la transformation des nageoires des ancêtres aquatiques des ostéolepiformes des Tétrapodes en membres chiridiens qui permettent la mise en place de la quadrupédie, mode de locomotion terrestre initial largement privilégié. Les changements de niche écologique (mode de vie fouisseur, marin…) ont amené plusieurs groupes de tétrapodes à adopter un mode de locomotion alternatif, l'apodie, événement qui s'est produit des dizaines de fois au sein de lignées aussi diverses que les amphisbènes, les serpents, les orvets, les geckos pygopodes ou les scinques.

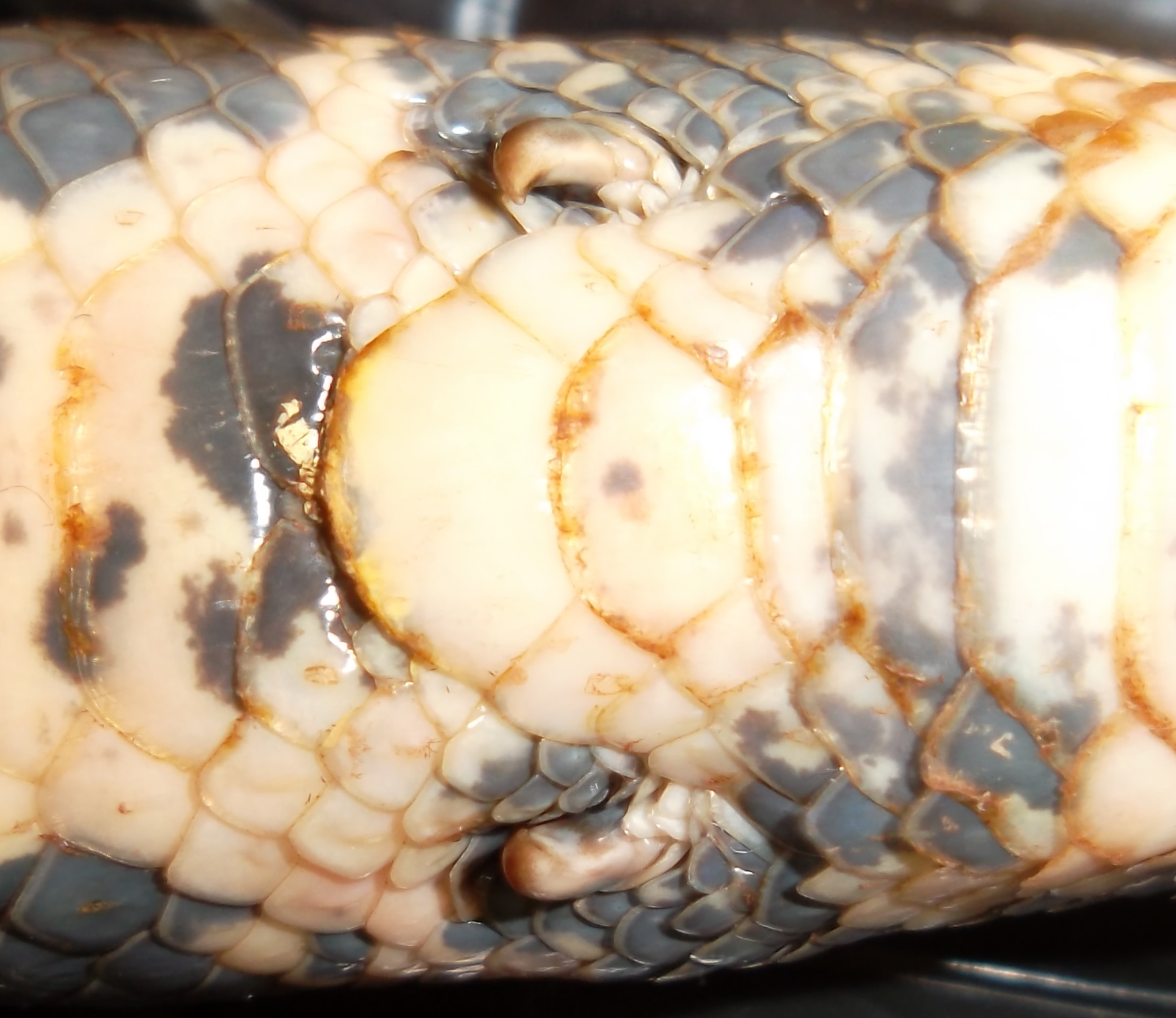
Ergots vestigiaux des pattes postérieures, de part et d’autre du cloaque du Boa constrictor.

Dans le cas de la perte au cours de l'évolution, des structures vestigiales témoignent de ce changement (vestiges du bassin, du fémur rudimentaire et ergot vestigial chez les boas, pythons et Typhlops).

## Reptiles

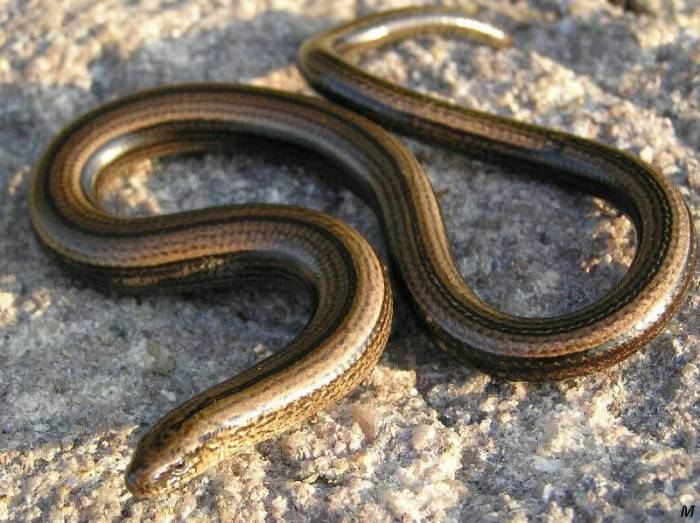
L'orvet est un lézard sans pattes

De nombreux reptiles ont évolué vers une forme apode : les serpents, les amphisbènes, et les lézards apodes.
La perte des pattes chez les lézards est survenue plusieurs fois de manière indépendante au cours de l'évolution, comme la famille des Pygopodidae (geckos) ou celle des Dibamidae (sauriens). Le processus évolutif transformant des lézards quadrupèdes en formes apodes se traduit par trois grandes caractéristiques : « la régression des membres s’effectue progressivement, via la diminution de leur taille et la réduction du nombre de phalanges ou de doigts ; la multiplication des vertèbres (jusqu’à 600 chez certains serpents) induit un allongement et un gain de flexibilité du tronc ; et l’axe vertébral s’homogénéise du cou au cloaque, évoquant une interminable cage thoracique ».

## Amphibiens

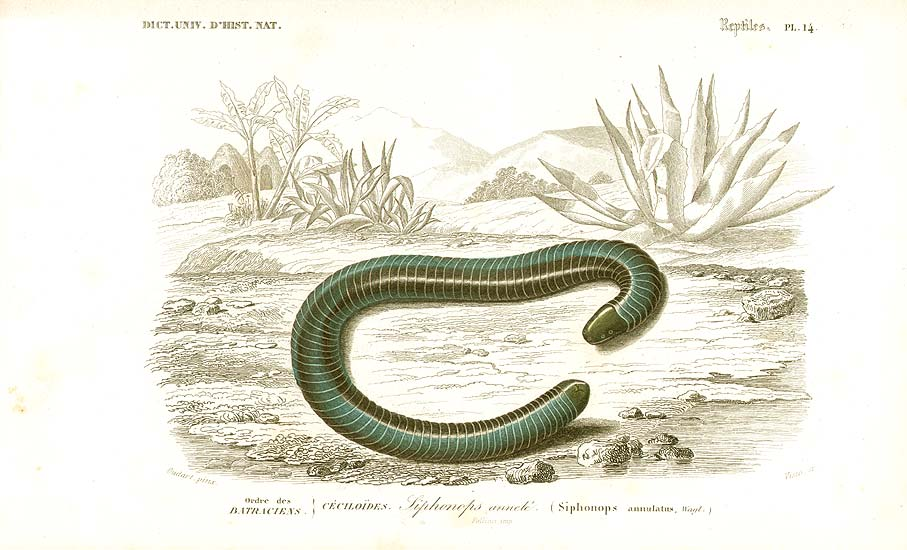
Siphonops annulatus, amphibien apode de l'ordre des gymnophiones.

Les gymnophiones sont aussi appelés « apodes ».
Les Sirenidae sont apodes avec deux pattes avant atrophiées.

## Insectes
Certaines larves d'insectes sont apodes :
- l'asticot, la larve de la mouche
- les larves d'hyménoptères (abeilles, guêpes, bourdons, fourmis)
- des larves de coléoptères bruchinés : bruches...